# Triossido di xeno
Il triossido di xenon è il composto chimico di formula XeO3, dove lo xenon ha numero di ossidazione +6. È un solido cristallino incolore, igroscopico, fortissimo ossidante e pericoloso esplosivo. In acqua si scioglie producendo acido xenico H2XeO4.

## Struttura
Per evaporazione di soluzioni di XeO3 si ottengono cristalli incolori, di struttura ortorombica (fase α-XeO3), con a = 616,3 pm, b = 811,5 pm, c = 523,4 pm e 4 molecole per cella elementare.  La densità del cristallo è 4,55 g/cm³. Nel cristallo la molecola XeO3 ha struttura piramidale, in accordo con le indicazioni del modello VSEPR, dato che è presente una coppia di elettroni non condivisa.
In una recente reinvestigazione della struttura cristallina a bassa temperatura (-173 °C) si trova che XeO3 è polimorfico e forma anche altre due fasi, β-XeO3 e γ-XeO3. Nella fase α-XeO3 la distanza media Xe−O è di 176,7 pm e gli angoli O-Xe-O vanno da 100° a 108°. Per confronto, nel tetrossido di xenon XeO4, però in fase gassosa, la distanza Xe−O è leggermente minore, 173,6 pm.
|                               |                            |                                     |
| struttura cristallina di XeO3 | impaccamento del cristallo | geometria di coordinazione dello Xe |

## Sintesi
XeO3 si forma per idrolisi di soluzioni di esafluoruro di xeno (XeF6) o per idrolisi e disproporzione di soluzioni di tetrafluoruro di xeno (XeF4):
{\displaystyle {\ce {XeF6\,+\,3H2O\to XeO3\,+\,6HF}}}
{\displaystyle {\ce {6XeF4\,+\,12H2O\to 2XeO3\,+\,4Xe\,+\,24HF\,+\,3O2}}}
Il solido XeO3 si ottiene per evaporazione a secchezza da queste soluzioni dopo aver allontanato il fluoruro di idrogeno (HF). XeO3 solido è un esplosivo pericoloso e può facilmente detonare.

## Proprietà e reattività
Il triossido di xenon è un composto termodinamicamente instabile in quanto fortemente endotermico: ΔHƒ° = +402 kJ/mol. XeO3 solido è stabile per giorni in aria secca, ma è fortemente incline ad esplodere e molto igroscopico. Le soluzioni formate da XeO3 con l'acqua sono stabili se si evita la presenza di sostanze ossidabili e l'esposizione alla luce.

### Chimica acido-base
XeO3 reagisce con l'acqua, comportandosi alla stessa stregua delle anidridi inorganiche, in particolare con l'anidride solforica SO3 e suoi prodotti analoghi, come a volte viene notato, formando acido xenico, che poi in soluzione si dissocia:
{\displaystyle {\ce {XeO3\,+\,H2O\to H2XeO4}}}
{\displaystyle {\ce {H2XeO4\,+\,H2O\leftrightarrows H3O+\,+\,HXeO4^{-}}}}
In soluzione basica forma direttamente xenati. L'anione HXeO4− è la specie prevalente in queste soluzioni:
{\displaystyle {\ce {XeO3\,+\,OH^{-}\leftrightarrows HXeO4^{-}\,\,\,\,\,\,K_{eq}\approx 1,5\times 10^{3}}}}

#### Acido di Lewis
XeO3 reagisce da accettore di ioni fluoruro, e quindi da acido di Lewis, con fluoruri alcalini come KF, RbF e CsF per dare fluoroxenati del tipo MXeO3F.
È capace di reagire anche con specie donatrici neutre, in special modo donatori all'ossigeno, quali l'acetone, il dimetilsolfossido, l'N-ossido di piridina e l'ossido di trifenilfosfina, formando complessi:
{\displaystyle {\ce {[(CH3)2C=O]3XeO3}}}
{\displaystyle {\ce {[(CH3)2S=O]3(XeO3)2}}}
{\displaystyle {\ce {(C5H5N+ \,-\, O^{-})3(XeO3)2}}}
{\displaystyle {\ce {[(C6H5)3P=O]2XeO3}}}

### Chimica redox
Il triossido di xeno è un ossidante molto forte, anche se spesso cineticamente lento.
{\displaystyle {\ce {XeO3\,+\,6H+\,+\,6e^{-}\to Xe\,+\,3H2O\,\,\,\,\,\,(E^{\circ }=2,10\,V)}}}
Le soluzioni di XeO3 in ambiente acido o neutro ossidano quantitativamente gli acidi carbossilici formando diossido di carbonio e acqua.
Nelle soluzioni alcaline, tanto più quanto più sono concentrate, gli xenati non sono stabili e si disproporzionano formando (orto)perxenati (dove lo xenon ha numero di ossidazione +8), xenon e ossigeno molecolare:
{\displaystyle {\ce {2HXeO4^{-}\,+\,2OH^{-}\to XeO6^{4-}\,+\,Xe\,+\,O2\,+\,2H2O}}}

## Indicazioni di sicurezza
XeO3 non ha applicazioni industriali, ed è un composto da trattare con grande cautela. Alcuni campioni di XeO3 sono detonati spontaneamente a temperatura ambiente. Cristalli secchi reagiscono esplosivamente con la cellulosa.